# Невелск
Не́велск (на руски: Невельск; на японски: 本斗) е град в Сахалинска област, Русия. Разположен е в югозападната част на остров Сахалин, на брега на Татарския проток, на около 70 km югозападно от Южносахалинск. Административен център е на Невелски градски окръг. Към 2016 г. населението му наброява 10 589 души.

## История
В периода 18 – 19 век на мястото на Невелск са били разположени две айнски селища: Понто-Кеси и Турумай. Руското заселване започва през 1789 г. Наричан е Хонто (Шаблон:Lang:ja – японска интерпретация на айнското име Понто, означаващо „малко езеро“) до 1946 г. След подписването на Симодския трактат през 1855 г., Хонто е администриран едновременно от Япония и Русия. Портсмутския договор от 1905 г., слагащ край на Руско-японската война, прехвърля южната част на о. Сахалин, включваща и Хонто, под контрола на Япония. През 1912 г. на 20 km северно от Хонто е построен първият сахалински риборазвъдник. В периода 1916 – 1927 г. е построено първото целогодишно пристанище на отрова.
Към края на Втората световна война, на 24 август 1945 г., Хонто минава под руски контрол. На 5 юни 1946 г. с указ на Президиума на Върховния съвет на СССР Хонто е преименуван на Невелск по името на адмирал Генадий Невелски и му е даден статут на град.
През 2007 г. градът пострадва тежко от земетресение, оставило 2000 души без дом и двама мъртви.

## Население
| 1925   | 1935   | 1959   | 1967   | 1970   | 1979   | 1989   |
| ------ | ------ | ------ | ------ | ------ | ------ | ------ |
| 4950   | 6869   | 19 869 | 22 000 | 20 726 | 23 469 | 24 236 |
| 1992   | 1996   | 1998   | 2000   | 2003   | 2005   | 2007   |
| 24 800 | 22 800 | 21 700 | 20 600 | 18 600 | 17 800 | 17 000 |
| 2009   | 2011   | 2012   | 2013   | 2014   | 2015   | 2016   |
| 14 664 | 11 598 | 11 228 | 10 965 | 10 722 | 10 603 | 10 589 |

## Климат
Климатът в Невелск е умереноконтинентален. Средната годишна температура е 3,7 °C, а средното количество годишни валежи е около 827 mm.
| Климатични данни за Невелск        | Климатични данни за Невелск | Климатични данни за Невелск | Климатични данни за Невелск | Климатични данни за Невелск | Климатични данни за Невелск | Климатични данни за Невелск | Климатични данни за Невелск | Климатични данни за Невелск | Климатични данни за Невелск | Климатични данни за Невелск | Климатични данни за Невелск | Климатични данни за Невелск | Климатични данни за Невелск |
| Месеци                             | яну.                        | фев.                        | март                        | апр.                        | май                         | юни                         | юли                         | авг.                        | сеп.                        | окт.                        | ное.                        | дек.                        | Годишно                     |
| Средни максимални температури (°C) | −7,6                        | −6,5                        | −1,2                        | 5,6                         | 10,7                        | 14,3                        | 18,4                        | 20,3                        | 17,5                        | 11,1                        | 2,7                         | −3,7                        |                             |
| Средни температури (°C)            | −10,6                       | −9,8                        | −4,5                        | 2,6                         | 7,4                         | 11,4                        | 15,7                        | 17,5                        | 14,2                        | 7,5                         | −0,5                        | −6,8                        |                             |
| Средни минимални температури (°C)  | −13,6                       | −13                         | −7,7                        | −0,4                        | 4,1                         | 8,6                         | 13,1                        | 14,8                        | 10,9                        | 4,0                         | −3,7                        | −9,8                        |                             |
| Средни месечни валежи (mm)         | 53                          | 41                          | 30                          | 48                          | 65                          | 58                          | 88                          | 100                         | 102                         | 91                          | 80                          | 71                          |                             |
| ---------------------------------- | --------------------------- | --------------------------- | --------------------------- | --------------------------- | --------------------------- | --------------------------- | --------------------------- | --------------------------- | --------------------------- | --------------------------- | --------------------------- | --------------------------- | --------------------------- |
| Източник: Climate-Data             |                             |                             |                             |                             |                             |                             |                             |                             |                             |                             |                             |                             |                             |

## Икономика
Основният отрасъл е риболовът и съпътстващите го промишлености. Има пристанище и корабостроителница. Развито е селското стопанство.
На 3 юли 2008 г. завършено полагането на подводен оптичен кабел между Невелск и Ишикари в Япония.